# Elliott 6m
Lo Elliott 6m è una classe velica femminile di match race, disegnata da Greg Elliott, inserita nel programma dei Giochi olimpici di Londra 2012.